# Октябрьский район (Барнаул)
Октя́брьский райо́н — район в городе Барнауле.
Территория района — 69,4 км². Население — 87 925 чел. (2021).

## География
Октябрьский район занимает северо-восточную часть города. Район граничит с Центральным, Железнодорожным и Ленинским районами Барнаула, Первомайским районом Алтайского края.
Включает в себя микрорайоны: Центральный, ВРЗ, Западный, Восточный и Поток.

## Население
| 1939     | 1959     | 1970     | 1979     | 1989     | 2010     | 2012     |
| -------- | -------- | -------- | -------- | -------- | -------- | -------- |
| 55 857   | ↗129 623 | ↗147 827 | ↘132 916 | ↘121 804 | ↘98 483  | ↗99 880  |
| 2013     | 2014     | 2015     | 2016     | 2017     | 2018     | 2019     |
| ↗101 927 | ↗102 424 | ↗103 592 | ↘103 505 | ↗103 884 | ↘102 747 | ↘100 848 |
| 2020     | 2021     |          |          |          |          |          |
| ↘99 826  | ↘87 925  |          |          |          |          |          |

## История
Район был образован в 1938 году постановлением Президиума Барнаульского горсовета вместе с Центральным и Железнодорожным. В 1972 году из частей Октябрьского и Железнодорожного районов был выделен Ленинский район.

## Улицы
Октябрьский — один из старейших районов города. Главные улицы района — проспект Ленина, Комсомольский проспект, проспект Калинина, улица Малахова, улица Эмилии Алексеевой, проспект Космонавтов.

## Экономика
Октябрьский район является промышленным центром Барнаула, здесь сосредоточено 50 % промышленного потенциала города. На его территории — 4,3 тыс. предприятий, из них 115 — крупные, например, Барнаульский станкостроительный завод, Сибэнергомаш, Барнаултрансмаш, Барнаульский вагоноремонтный завод, Барнаульский комбинат железобетонных изделий №2, ТЭЦ-1.

## Образование
На территории района расположена Алтайская государственная академия культуры и искусств.

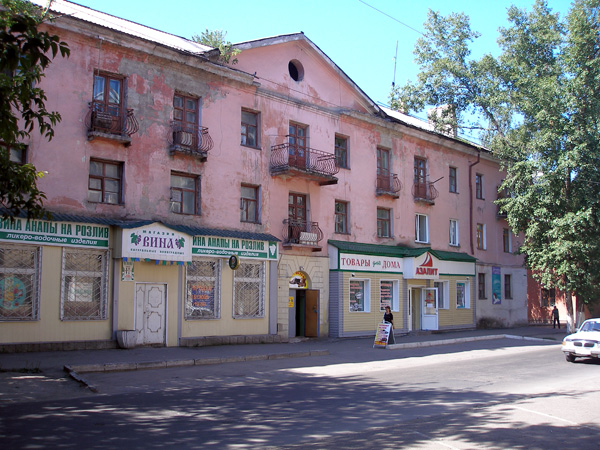
Дома «старого фонда» на улице Эмилии Алексеевой
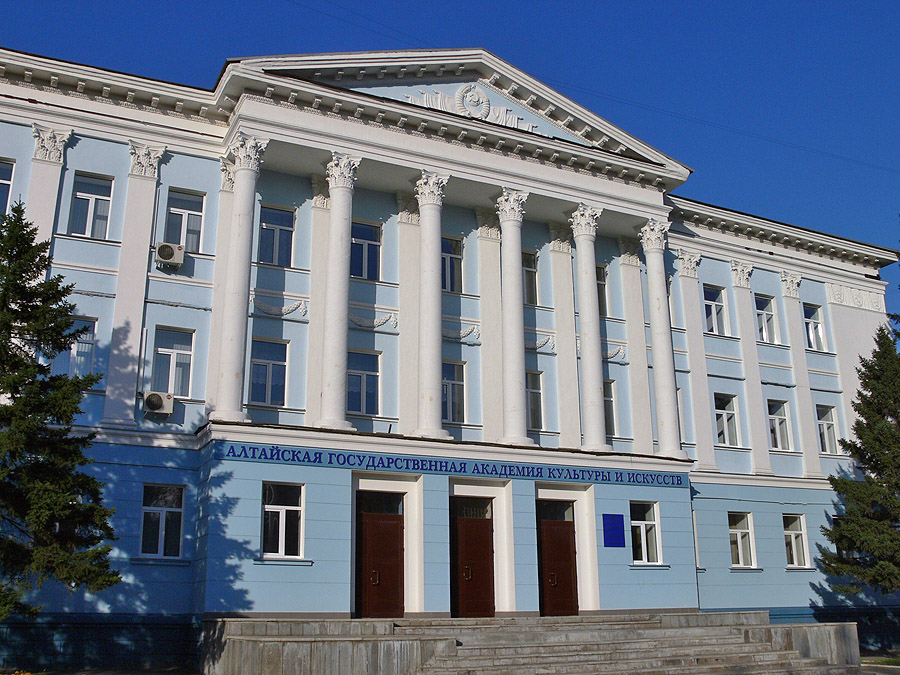
Главный корпус АлтГАКИ
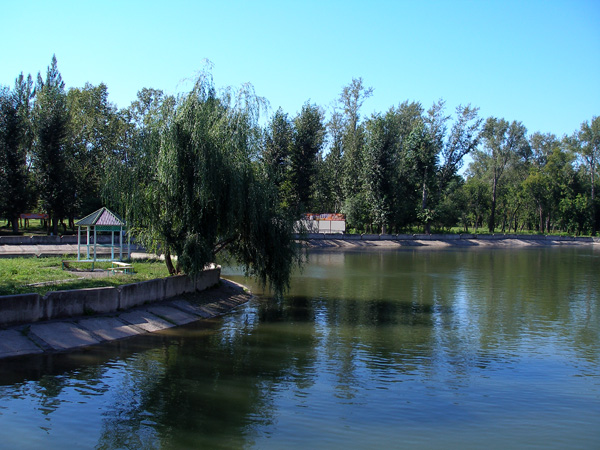
Искусственный водоём и остров с беседкой в Изумрудном парке
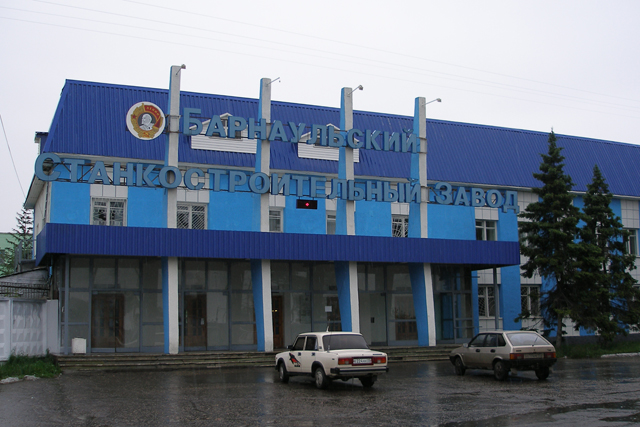
Барнаульский станкостроительный завод
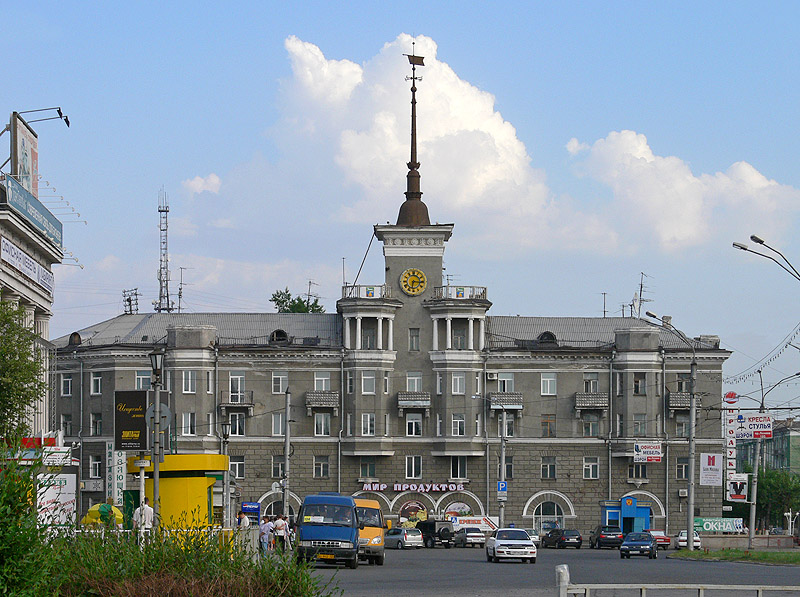
Дом под шпилем на площади Октября
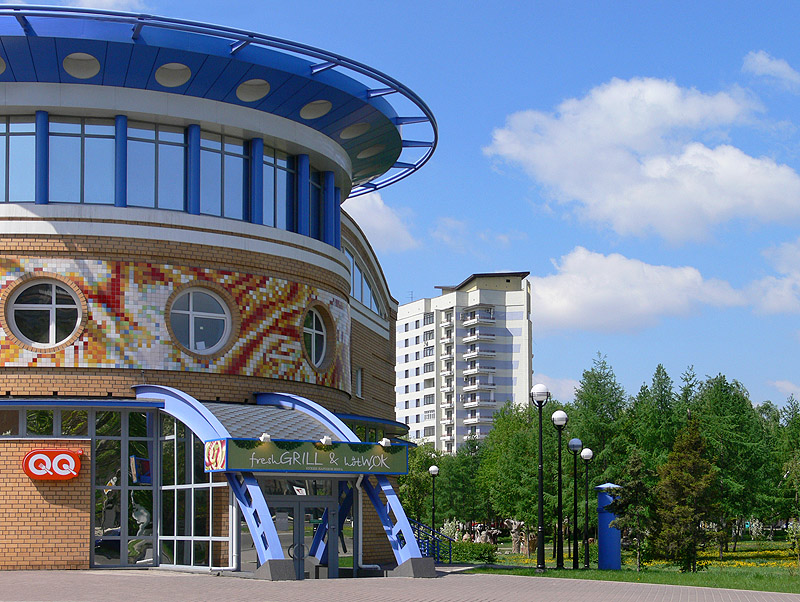
Ресторан «Ку-ку» на проспекте Калинина
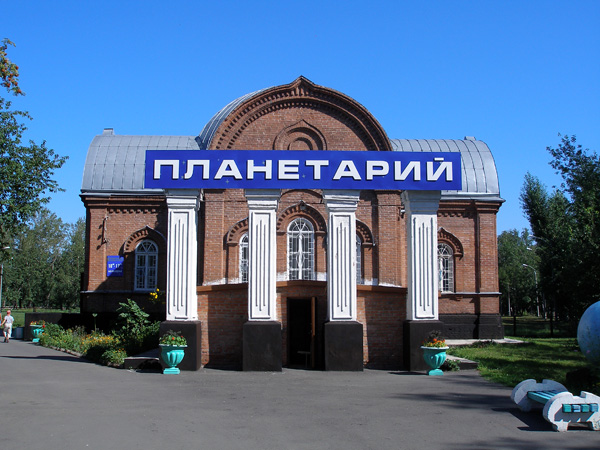
Барнаульский планетарий
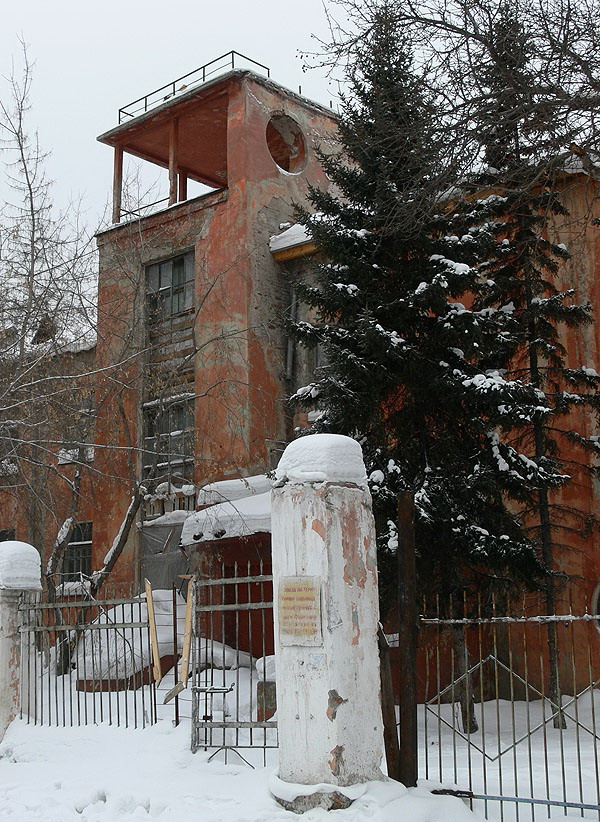
Здание в стиле конструктивизма, пр. Комсомольский, 115